# Fonction phatique
En linguistique, la fonction phatique d'un énoncé est le rôle que joue cet énoncé dans l'interaction sociale entre le locuteur et le récepteur, par opposition à l'information effectivement contenue dans le message.
Un énoncé phatique sert souvent à assurer que la communication « passe » bien, par exemple lorsqu'un orateur demande : « Vous me suivez ? »
La notion de fonction phatique a été définie par Roman Jakobson comme l'une des six grandes fonctions du langage : « Il y a des messages qui servent essentiellement à établir, prolonger, ou interrompre la communication, à vérifier que le circuit fonctionne (« Allô, vous m'entendez ? », « vous comprenez », « vous savez », « vous voyez »), à attirer l'attention de l'interlocuteur ou à s'assurer qu'elle ne se relâche pas… » [réf. souhaitée]. Jakobson précise aussi que la fonction phatique désigne « la tendance à communiquer qui précède la capacité d'émettre ou de recevoir des messages porteurs d'information » [réf. souhaitée].
La linguiste Marina Yaguello indique qu'il faut faire entrer dans cette catégorie les discussions mondaines, tous les artifices de langages (anecdotes, histoires drôles) utilisés pour « maintenir le contact verbal sans défaillance » et éviter que s'installe une gêne, un silence.
Les anglophones utilisent le terme small talk, que l'on pourrait traduire par « bavardage », « papotage » ou « banalités », pour désigner les conversations phatiques (le temps qu'il fait, les résultats sportifs, etc.).

## Historique
Étymologiquement, l'adjectif « phatique » est issu du grec ancien φάτις (phátis, « parole »). Le terme a d'abord été utilisé par l'anthropologue Bronisław Malinowski (1884-1942) avant d'être repris en linguistique par Roman Jakobson. C'est dans ce dernier sens qu'il continue d'être utilisé.